# هرمان غوتز
هرمان غوتز (بالألمانية: Hermann Goetz)‏ هو أستاذ جامعي ألماني، ولد في 17 يوليو 1898 في كارلسروه في ألمانيا، وتوفي في 8 يوليو 1976 في هايدلبرغ في ألمانيا.